# Huaihua
Huaihua ( chinês simplificado :怀化市; chinês tradicional :懷化市; pinyin : Huáihuà Shì ) é uma cidade com nível de prefeitura no sudoeste da província de Hunan , na China. Abrange 27.564 km 2 (10.643 milhas quadradas) e faz fronteira com Xiangxi a noroeste, Zhangjiajie e Changde ao norte, Yiyang , Loudi e Shaoyang a leste, Guilin e Liuzhou de Guangxi ao sul e Qiandongnan e Tongren de Guizhou ao sudoeste. Tem uma população de 4.741.948 ( censo de 2010 ), representando 7,22% da população provincial.  De acordo com o Censo de 2010, 2.909.574 pessoas, ou 61,4% da população, são chineses han . As minorias constituem 38,6% da população, com 1.832.289 pessoas. Os Dong , Miao , Tujia , Yao e Bai são os principais grupos minoritários nativos.  Huaihua é a região central da população étnica Dong, lar de quase 28,35% do grupo étnico chinês Dong. 
Huaihua é muito montanhoso, estando localizado entre as cordilheiras de Wuyi e Xuefeng . O rio Yuan corre do sul para o norte. A cobertura florestal atingiu 70,8% em 2015. 

## Administração
- Distrito de Hecheng (鹤城区)
- Cidade de Hongjiang (洪江市)
  - Distrito de Hongjiang (洪江管理区)
- Condado de Yuanling (沅陵县)
- Condado de Chenxi (辰溪县)
- Condado de Xupu (溆浦县)
- Condado de Zhongfang (中方县)
- Condado de Huitong (会同县)
- Condado Autônomo de Mayang Miao (麻阳苗族自治县)
- Condado Autônomo de Xinhuang Dong (新晃侗族自治县)
- Condado Autônomo de Zhijiang Dong (芷江侗族自治县)
- Condado Autônomo de Jingzhou Miao e Dong (靖州苗族侗族自治县)
- Condado Autônomo de Tongdao Dong (通道侗族自治县)

## geografia e economia
Huaihua fica no oeste montanhoso de Hunan, sudeste do Parque Florestal Nacional de Zhangjiajie e compartilha o mesmo cinturão montanhoso. As ferrovias são um dos principais meios de transporte na região, e um aeroporto foi inaugurado em 2004.

Huaihua abriga a Base 55 do Segundo Corpo de Artilharia , responsável pela manutenção dos ICBMs . Os ativos nucleares em Huaihua são destinados a conflitos nucleares de pequena escala  (com uma troca limitada, mas nuclear), bem como a capacidade de atacar Guam , uma das duas únicas bases B-2 .